# Radula novocaledonica
Radula novocaledonica là một loài rêu trong họ Radulaceae. Loài này được Hürl. & K. Yamada mô tả khoa học đầu tiên năm 1979.